# Гармон (округ, Оклахома)
Шаблон:StateAbbr_ 34°44′ пн. ш. 99°50′ зх. д. / 34.74° пн. ш. 99.84° зх. д.
Округ  Гармон (англ. Harmon County) — округ (графство) у штаті  Оклахома, США. Ідентифікатор округу 40057.

## Історія
Округ утворений 1909 року.

## Демографія
За даними перепису 
2000 року 
загальне населення округу становило 3283 осіб, усе сільське.
Серед мешканців округу чоловіків було 1592, а жінок — 1691. В окрузі було 1266 домогосподарств, 863 родин, які мешкали в 1647 будинках.
Середній розмір родини становив 3,03.
Віковий розподіл населення поданий у таблиці:
| Стать    | До 15 років | 15-21 | 22-29 | 30-39 | 40-49 | 50-65 | 65-85 | Понад 85 |
| -------- | ----------- | ----- | ----- | ----- | ----- | ----- | ----- | -------- |
| Чоловіки | 343         | 193   | 124   | 187   | 247   | 227   | 233   | 38       |
| Жінки    | 315         | 177   | 118   | 187   | 221   | 253   | 318   | 102      |

## Суміжні округи
- Бекгем — північ
- Грір — північний схід
- Джексон — південний схід
- Гардеман, Техас — південь
- Чайлдресс, Техас — захід
- Коллінгсворт, Техас — північний захід

## Виноски
1. ↑  U.S. Decennial Census. United States Census Bureau. Архів оригіналу за 12 травня 2015. Процитовано 21 лютого 2015.
2. ↑  Historical Census Browser. University of Virginia Library. Архів оригіналу за 11 серпня 2012. Процитовано 21 лютого 2015.
3. ↑  Forstall, Richard L., ред. (27 березня 1995). Population of Counties by Decennial Census: 1900 to 1990. United States Census Bureau. Архів оригіналу за 19 лютого 2015. Процитовано 21 лютого 2015.
4. ↑  Census 2000 PHC-T-4. Ranking Tables for Counties: 1990 and 2000 (PDF). United States Census Bureau. 2 квітня 2001. Архів оригіналу (PDF) за 18 грудня 2014. Процитовано 21 лютого 2015.
5. ↑  State & County QuickFacts. United States Census Bureau. Архів оригіналу за 6 червня 2011. Процитовано 9 листопада 2013.(англ.) Наведено за англійською вікіпедією.
6. ↑  American FactFinder. Бюро перепису населення США. Архів оригіналу за 21 травня 2008. Процитовано 31 січня 2008.

| США | Це незавершена стаття з географії США. Ви можете допомогти проєкту, виправивши або дописавши її. |